# 수반구
수반구(水半球)는 남위 47° 13′  동경 178° 28′  / 남위 47.217°  동경 178.467° 를 중심으로 한 반구로, 해반구(海半球)라고도 한다. 중심점은 뉴질랜드의 바운티 제도 인근에 있다. 반대쪽 반구는 육반구라고 한다.
수반구에는 오스트레일리아와 뉴질랜드, 뉴기니섬, 하와이 제도 등의 오세아니아, 남극 대륙 전체, 동남아시아 및 동아시아의 일부, 남아메리카의 남쪽 일부 등 전체 육지의 1/7 만이 포함된다. 태평양과 인도양의 대부분 등 전체 바다의 64%가 수반구에 속한다. 수반구에서 바다가 차지하는 비율은 거의 89%며, 육지는 5%, 빙모가 6%를 차지한다.

## 수반구에 속하는 나라

### 영토 전체가 수반구인 나라
- 오세아니아의 모든 나라
- 남극
- 아시아
  -  동티모르
  -  말레이시아
  -  브루나이
  -  인도네시아
  -  싱가포르
  -  타이완
  -  필리핀
- 남아메리카
  -  우루과이
  -  사우스조지아 사우스샌드위치 제도
  -  포클랜드 제도

### 영토 일부가 수반구인 나라
- 미국령 오세아니아
  -  미국 하와이주
  -  미국령 군소 제도
- 인도양
  -  남아프리카 공화국 프린스에드워드 제도
  -  프랑스령 남부와 남극 지역
- 아시아
  -  일본 - 혼슈, 시코쿠, 규슈의 일부와 난세이 제도, 이즈·오가사와라 제도
  -  중국 - 푸젠성, 광둥성, 하이난성 각각의 극히 일부
  -  라오스
  -  베트남
  -  캄보디아
  -  타이
  - 남아메리카
  -  브라질
  -  아르헨티나
  -  칠레
  -  파라과이